# Эк И Оун
Эк И Оун (кхмер.  ឯក យីអ៊ុន; 1910, Пномпень, Камбоджа, Французский Индокитай — 2013) — камбоджийский политический и государственный деятель. Премьер-министр Камбоджи (11 января — 17 января 1958).
Политик. Член и секретарь партии Сангкум. Занимал пост Премьер-министра Камбоджи в течение шести дней.
Избирался депутатом Парламента Камбоджи. В 1970 году возглавлял Национальную ассамблею Камбоджи.
Долгожитель. Умер в возрасте 103 лет. Является одним из самых долгоживущих мировых лидеров.